# Kumite masculin moins de 60 kg
Le kumite individuel masculin moins de 60 kg est une épreuve sportive individuelle opposant dans un combat des karatékas masculins pesant chacun moins de 60 kg.